# Olli Tyrväinen
Olli Tyrväinen (ur. 11 stycznia 1960 w Varkaus) – fiński żużlowiec, występujący również na długim torze i na trawie.

## Życiorys
Czterokrotny medalista indywidualnych mistrzostw Finlandii: dwukrotnie srebrny (1989, 1990) oraz dwukrotnie brązowy (1982, 1983). Dziewięciokrotny medalista drużynowych mistrzostw Finlandii: czterokrotnie złoty (1983, 1990, 1991, 1994), czterokrotnie srebrny (1986, 1989, 1995, 1996) oraz brązowy (1979). Brązowy medalista mistrzostw Finlandii par klubowych (1991). Srebrny medalista indywidualnych mistrzostw Finlandii na długim torze (1982).
Uczestnik finału światowego indywidualnych mistrzostw świata (Monachium 1989 – XIII miejsce). Dwukrotny finalista mistrzostw świata par (Pardubice 1987 – VI miejsce, Leszno 1989 – V miejsce). Wielokrotny reprezentant Finlandii w eliminacjach drużynowych mistrzostw świata).
W lidze brytyjskiej reprezentował barwy klubów: Eastbourne Eagles (1981, 1984, 1992), Bradford Dukes (1988) oraz Sheffield Tigers (1988). W lidze polskiej startował w sezonie 1991, jako zawodnik Stali Gorzów Wielkopolski. W lidze szwedzkiej w latach 1985–1997 jeździł dla Eskilstuny Smederny.